# 旧滝沢本陣
旧滝沢本陣（きゅうたきざわほんじん）は、福島県会津若松市にある会津藩の本陣跡。国の史跡に指定されている。現存する建物のうち、主屋および座敷は、旧滝沢本陣横山家住宅（主屋・座敷）として国の重要文化財に指定、敷地と建物は国の史跡に指定されている。
旧若松城下から白河、江戸に至る旧白河街道沿いにあり、参勤時の滝沢峠越えに備えて滝沢組近郷11ヶ村郷頭の横山家に設けられた。現存する建物は1678年（延宝6年）に建てられ、その頃から、会津藩主が白河街道を通る際の休息所として使用された。その後、歴代会津藩主の参勤交代をはじめ、領内巡視、藩祖保科正之をまつる土津神社の参詣の際に休息所として利用された。
戊辰戦争時には会津藩の本営が置かれ、藩主松平容保が白虎隊士中二番隊に戸ノ口原への出陣を命じた場所でもある。座敷には当時の戦闘による弾痕や刀傷などが残る。

## 文化財指定
現存する本陣建物のうち、門、名子が居住した名子屋および高札場を除く主屋・座敷は、近世において滝沢組郷頭を勤めた横山家の住居として、屋内の半分が土間となっているなど、近世の農民住宅の形がよく残されている。主屋は1678年の建築で、福島県の民家ではきわだって古く、また、本陣座敷は19世紀初め（文化文政期）に建て替えられたものであるが類例が少ないものとして、1971年（昭和46年）に重要文化財に指定されている。
また、敷地と建物は、会津藩が参勤交代のときなどに使用した本陣の遺構であり、江戸時代の藩政、交通を知るうえで重要として、1970年（昭和45年）に国の史跡に指定されている。

## 所在地
福島県会津若松市一箕町大字八幡字滝沢122番地